# Comment j'ai déterré un témoin capital
Comment j'ai déterré un témoin capital est le 5e roman de la série d'aventures pour la jeunesse Larry J. Bash créée par Lieutenant X (Vladimir Volkoff). Ce roman, publié en 1981, est censé avoir été traduit par  « Gil Hérel ».
Dans ce roman, Larry Bash enquête avec M. Ney sur l'enlèvement d'une jeune fille, Candy, dont le père, Herbert Blackstone, est député à la Chambre des représentants et doit prochainement donner son avis sur un important projet immobilier. Plusieurs proches de la jeune fille sont suspects, à commencer par son petit ami et par l'agent électoral du député.

## Personnages principaux
- Personnages récurrents
  - Larry Bash : 17 ans, employé par M. Ney en qualité de détective-assistant.
  - Marshall M. Ney : détective privé, employeur de Larry Bash.
  - Dennis Watts : 17 ans, meilleur ami de Larry Bash.

- Personnages liés au roman
  - Candy Blackstone : jeune fille enlevée.
  - Helen et Herbert Blackstone : parents de Candy Blackstone.
  - Tim Snickers : petit ami de Candy Blackstone.
  - Abigail Van Kraft : tante de Candy Blackstone.
  - Pamela Tricks : secrétaire d'Abigail Van Kraft.
  - Joe Scratch : agent électoral de M. Blackstone.

## Résumé
Remarque : le résumé est basé sur l'édition originale cartonnée parue en 1981.

### Mise en place de l'intrigue
Chapitres 1 à 3.
On est au début des années 1980 à Atlanta, en Géorgie. Larry est appelé en pleine nuit par son patron, Marshall M. Ney, pour l’aider à faire face à une enquête très délicate, en l'occurrence l'enlèvement d'une jeune femme à peine sortie de l'adolescence. En effet, alors qu'elle venait de quitter le domicile de sa tante Abigail Van Kraft, Candy Blackstone a disparu et l'on soupçonne un enlèvement. Sur proposition d'Abigail, les époux Blackstone font immédiatement appel, en toute discrétion, à l'agence Ney pour les aider.
Le sujet est d'autant plus délicat que M. Blackstone est député à la Chambre des représentants et doit présenter dans les jours à venir un rapport crucial sur le projet de construction, ou le refus de construction, d'un barrage hydroélectrique. Ceci sera important pour déterminer la motivation du ravisseur.

### Enquête et aventures
Chapitres 4 à 13.
Quelques heures après la disparition de Candy, un appel téléphonique est reçu par les Blackstone : effectivement il s'agit d'un enlèvement, et la rançon est fixée à 100 000 dollars US (1981). Les époux Blackstone décident de respecter les demandes du ravisseur. La rançon est rapidement réunie et versée en petites coupures comme demandé : la somme est placée dans une valise et celle-ci est jetée du haut d'un pont sur une autoroute passant en dessous. Larry découvre que, plusieurs heures après, la rançon n'a pas été récupérée par le(s) ravisseur(s) ! Mais il remarque l'arrivée d'une voiture ;  un homme en descend et récupère l'argent. Après enquête, il s'agissait de la voiture de Joe Scratch, l'agent électoral de M. Blackstone !
Au fil d'une enquête où M. Ney et Larry ne disposent que de très peu d'éléments d'information, hors le fait que le ravisseur est obligatoirement quelqu'un qui connaît bien la famille Blackstone, M. Ney en vient à émettre plusieurs hypothèses : 
- Candy n'a pas été enlevée ; elle a disparu volontairement pour faire pression sur ses parents qui s'opposent à son mariage avec Tim Snickers ; l'argent de la rançon va servir au jeune couple pour s'installer dans la vie ;
- Les époux Blackstone sont à l'origine de l'enlèvement, avec le consentement de leur fille ;
- Tim Snickers est le ravisseur ou le complice de l'enlèvement ;
- Abigail Van Kraft est liée au ravisseur ou est complice de l'enlèvement ;
- Pamela Tricks, secrétaire de Mme Van Kraft, est liée au ravisseur ou est complice de l'enlèvement ;
- Joe Scratch est le ravisseur ou est lié au ravisseur ou à l'enlèvement ;
- Un gangster professionnel, ou un groupe de gangsters, a organisé l'enlèvement, mais a été renseigné volontairement ou involontairement par l'une des personnes précitées.

### Dénouement et révélations finales
Chapitres 14 et 15.
M. Ney, accompagné de Larry, se rend au domicile d'Abigail Van Kraft et, à la suite d'une longue démonstration, l’accuse d'avoir fomenté elle-même l'enlèvement de sa nièce. Mais Abigail Van Kraft nie tout acte d'enlèvement et chasse Ney et Larry de son domicile.
Larry, en grande discussion avec Pamela, relève deux indices qu'on n'avait pas remarqué jusqu'alors : Abigail Van Kraft s'était cassé les ongles et les pneus de sa voiture étaient maculés de terre rouge. Cela l'amène à une propriété en pleine campagne dont elle est propriétaire. Larry et Pamela y découvrent Candy enterrée dans une petite cave. À la suite d'un piège tendu à l'égard d'Abigail Van Kraft, Candy est un témoin essentiel essentiel qui permettra à la justice de condamner Abigail lors du procès pénal à venir.
Et voilà comment Larry a « déterré un témoin capital » (sorti hors de terre Candy, devenue un témoin capital pour punir sa tante).

## Publication
- 1981 : Bibliothèque verte (Hachette Jeunesse) - (3ème série) (couverture dure).